# Batman đại chiến Superman: Ánh sáng công lý
Batman đại chiến Superman: Ánh sáng công lý) (tựa gốc tiếng Anh: Batman v Superman: Dawn of Justice) là bộ phim siêu anh hùng của hãng Warner Bros., dựa theo các nhân vật Batman và Superman được phát hành bởi DC Comics. Phim do Zack Snyder làm đạo diễn, Chris Terrio và David S. Goyer viết kịch bản, với sự tham gia của các diễn viên Ben Affleck, Henry Cavill, Amy Adams, Jesse Eisenberg, Diane Lane, Laurence Fishburne, Jeremy Irons, Holly Hunter, và Gal Gadot. Batman v Superman: Dawn of Justice là phim thứ hai trong Vũ trụ Mở rộng DC.
Phim được công bố vào năm 2013 tại San Diego Comic-Con International, ngay sau khi phát hành Man of Steel. Lúc đầu phim dự định sẽ được phát hành trong năm 2015 nhưng do nhiều lý do việc khởi quay đã bị hoãn lại một thời gian, sau đó mới bắt đầu bấm máy tại Chicago. Zack Snyder đã hoàn thành những cảnh quay cuối cùng vào tháng 12 năm 2014 sau đó là hơn một năm xử lý hậu kỳ cho phim. Batman v Superman: Dawn of Justice được phát hành tại Hoa Kỳ vào ngày 25 tháng 3 năm 2016 dưới các dạng 2D, 3D và DC Extended Universe IMAX 3D.

## Nội dung
Đầu phim khán giả được nhắc lại về nguồn gốc của Batman, đêm định mệnh khi bố mẹ Bruce Wayne chết cũng là cái đêm anh mất niềm tin vào con người, khi anh rơi xuống giếng và nhìn thấy đàn dơi, anh đã chấp nhận định mệnh của mình và trở thành Batman như một cách để vượt qua nỗi đau mồ côi bố mẹ. Batman nay đã khá già, từng trải qua bao mất mát suốt 20 năm hành hiệp, trong đó có cả người trợ thủ của anh - Robin. Anh nhận ra hình tượng Batman không hề xóa nhòa nỗi đau mà còn mang lại cho anh nhiều nỗi khổ hơn.
Trong trận chiến Black Zero trong phim Người đàn ông thép, Bruce xuất hiện để giúp nhân viên của mình sơ tán nhưng đã quá muộn, góc nhìn của Bruce tương tự như mọi người dân trong thành phố, họ không biết ai tốt ai xấu, họ chỉ biết nhà cửa, nơi mình làm việc đang bị phá hủy, mạng người đang mất. Đến khi Bruce nhìn thấy một cô bé mất mẹ và nhớ lại lý do Batman hành hiệp - để không một đứa trẻ nào phải chịu chung số phận với Bruce, vì thế ngọn lửa hận thù Batman dành cho Superman được sinh ra.
18 tháng sau trận chiến tàn phá ở thành phố Metropolis, Superman trở thành nhân vật gây nhiều tranh cãi. Tỷ phú Bruce Wayne, người đã ngấm ngầm hoạt động trong thành phố Gotham với hình tượng Batman, bảo vệ công lý trong gần hai thập kỷ, buộc tội Superman gây ra hàng loạt thương vong trong cuộc chiến với Tướng Zod. Batman giờ đây chơi theo "luật mới", anh tàn bạo hơn và không quan tâm đến tính mạng bọn tội phạm khi liên tục nung biểu tượng dơi lên người chúng và tống chúng vào tù để chờ chết, đây chính là hậu quả trực tiếp của 20 năm chinh chiến đầy đau thương và việc có một người ngoài hành tinh toàn năng xuất hiện khiến anh dần mất niềm tin vào việc mình làm. Superman, với danh tính công khai là phóng viên Clark Kent của tòa soạn báo Daily Planet, xem Batman là một mối nguy thuộc dạng bạo lực và tìm cách tố giác anh ta. Lex Luthor - người đứng đầu tập đoàn LexCorp cũng xem Superman là một mối đe dọa.
Ở Nairobi, châu Phi, nữ phóng viên Lois Lane đến gặp một kẻ độc tài - đang âm mưu xé tan đất nước trong một cuộc nội chiến - để phỏng vấn hắn. Người quay phim của cô, Jimmy Olsen, bị phát hiện là đặc vụ CIA và bị giết. Một trong những tên lính của kẻ độc tài (bí mật làm việc cho Luthor) và những kẻ khác tàn sát người của kẻ độc tài và dân làng, rồi thiêu xác họ để đổ tội cho Superman khi anh đến nơi và giải cứu Lois khỏi kẻ độc tài. Kế hoạch thành công, Superman bị vu oan cho vụ tàn sát trong sa mạc. Bruce tìm được thông tin về một kẻ mang biệt danh "White Portuguese", và manh mối dẫn đến Luthor. Trong khi đó, Luthor đã thuyết phục được Thượng nghị sĩ Kentucky June Finch cho hắn giấy phép nhập khẩu đá Kryptonite được hình thành ở Ấn Độ Dương trong cuộc xâm lược của Tướng Zod, đồng thời được nghiên cứu xác Tướng Zod và vào trong con tàu do thám Krypton nằm giữa Metropolis.
Bruce vào tòa nhà LexCorp thành công với tư cách là một nhà huy động vốn để lấy dữ liệu từ máy chủ, nhưng ổ đĩa của anh bị đánh cắp bởi nữ doanh nhân buôn đồ cổ bí ẩn Diana Prince, người biết rằng Luthor có hồ sơ về cô cũng như các cá nhân khác gồm một người với tốc độ siêu phàm (Barry Allen / Flash), một người với cơ thể máy (Victor Stone / Cyborg), và một người sống dưới nước (Arthur Curry / Aquaman). Bruce sau đó được trả lại ổ đĩa sau khi Diana không thể phá mã bảo vệ. Trong khi giải mã ổ đĩa, Bruce mơ thấy một tương lai đen tối, nơi Superman trở thành kẻ thống trị độc tài và Batman phải dẫn đầu đội quân phiến loạn chống lại ách thống trị của người đàn ông thép nhưng sớm thất bại. Bruce được đánh thức bởi một người bí ẩn đi xuyên thời gian (Barry Allen / Flash từ tương lai), người cảnh báo anh rằng Lois Lane sẽ có một vai trò quan trọng đối với mối đe dọa sắp xảy ra, và nói rằng anh phải tìm "những người khác". Sau đó Bruce nhận ra ngoài những thí nghiệm về đá Kryptonite thì Luthor còn đang nghiên cứu về những con người có khả năng phi thường, bao gồm Diana Prince - một nữ chiến binh Amazon. Batman tìm ra thông tin về "White Portuguese", thực ra là một con tàu chở Kryptonite bất hợp pháp vào Gotham. Batman tấn công đoàn hộ tống xe chở Kryptonite nhưng bị ngăn chặn bởi Superman trước khi đạt được mục đích, Superman yêu cầu anh phải chấm dứt ngay những việc làm của mình. Sau đó, Finch mời Superman đến tòa án của Quốc hội tại Washington, D.C. để tranh luận về tính hợp lệ của những hành động của anh sau vụ tàn sát trong sa mạc. Luthor chủ mưu vụ đánh bom trong tòa án giết chết hàng chục người, trong đó có Finch. Bị đổ tội cho vụ đánh bom trên, Superman sống lưu vong, khi đó Clark hồi tưởng về cuộc trò chuyện giữa anh và bố nuôi của anh, Jonathan Kent. Cuối cùng anh chấp nhận sự thật là dù mình có làm bao nhiêu việc tốt sẽ luôn có một hậu quả không lường trước và vì thế giúp chàng nông dân ở Kansas có hi vọng trở lại và tin tưởng vào giấc mơ mang tên "Superman" của anh.
Batman cướp đá Kryptonite từ tòa nhà LexCorp và chuẩn bị cho một cuộc tấn công chống lại Superman, anh chế tạo một bộ giáp sắt và một cây giáo Kryptonite, cùng với vài quả lựu đạn khí Kryptonite để làm giảm sức mạnh của Superman. Với việc Batman nắm giữ đá Kryptonite, Luthor kích hoạt Buồng Sáng Thế (Genesis Chamber) và kết hợp DNA của chính mình với xác Tướng Zod để tạo ra một con quái vật. Luthor đe dọa tính mạng của Lois để lừa Superman đến tòa nhà LexCorp, nơi hắn tiết lộ rằng hắn đã biết những bí mật của Superman lâu nay và hắn đã lừa được cả hai siêu anh hùng, lừa Batman với quả bom và mấy bài báo, lừa Superman khi thuê người giết hàng loạt tội phạm bị nung biểu tượng dơi và đổ tội cho Batman khiến Superman ghét Batman ngay từ đầu và Batman vì mất đi lý trí và niềm tin dành toàn bộ thời gian đi tìm vũ khí giết Superman. Luthor cũng tiết lộ lý do của hắn là để chứng minh sự giả tạo của Superman vì hắn cho rằng Superman là thần và thần thì "toàn năng thì không toàn thiện, toàn thiện thì không toàn năng". Luthor bắt buộc Superman phải đối đầu với Batman bằng cách bắt cóc mẹ nuôi của anh, Martha Kent, về một địa điểm bí mật và dọa sẽ thiêu sống bà sau một tiếng đồng hồ, hắn đoán rằng Batman sẽ giết được Superman với vũ khí Kryptonite. Superman cố gắng giải thích với Batman, tiết lộ rằng anh biết những bí mật của Batman, nhưng vì Batman quá cứng đầu và đắm chìm trong sự giận dữ đã chế tạo mũ giáp bịt tai mình lại để không phải nghe Superman cãi lý, điều này dẫn đến một cuộc chiến ngang tài ngang sức khi cả hai trên bờ vực của việc lấy mạng nhau, nhưng cuối cùng Batman có được lợi thế và chuẩn bị dùng cây giáo Kryptonite giết Superman. Superman cầu xin Batman hãy "cứu Martha" - cũng là tên người mẹ quá cố của Bruce, cái tên khiến Batman giật mình và còn điên tiết hơn khi không hiểu Superman nói gì, nhưng khi Lois đến giải thích và van xin đã làm Batman nhớ lại lý do bắt đầu hành hiệp của mình, anh sẽ không để một người con nữa mất mẹ và dù anh có tàn bạo để bọn tội phạm chết thì anh cũng không phải kẻ giết người máu lạnh khi giết một người mà lời trăn trối không phải để cứu bản thân mà là người khác. Sau đó Batman tỉnh táo lại và nhận ra Superman không phải là mối đe dọa. Khi biết kế hoạch của Luthor, Batman đi giải cứu Martha trong khi Superman đối mặt với Luthor - kẻ giải phóng một sinh vật nhân tạo khổng lồ tên Doomsday được sinh ra bởi công nghệ của người Krypton trong con tàu như kế hoạch dự phòng cho việc Batman không giết được Superman. Superman và Batman cùng nhau chiến đấu với Doomsday và được hỗ trợ bởi Wonder Woman - Diana, nhưng họ bị con quái vật áp đảo do khả năng hấp thụ và phản lại năng lượng của nó. Nhận ra rằng chỉ có thể giết Doomsday bằng vũ khí làm từ đá Kryptonite, Superman lấy cây giáo đâm con quái vật trong khi Diana giữ chặt nó và Batman tấn công nó bằng lựu đạn khí Kryptonite làm nó yếu đi. Trước khi chết, con quái vật đâm lại Superman và đã giết được anh. Luthor khi đó tỉnh dậy và nhìn thấy hình ảnh đại tướng Steppenwolf hiện ra, báo hiệu một mối đe dọa sắp xảy ra.
Luthor bị cảnh sát bắt giữ sau khi Lois vạch trần vô số tội ác của hắn. Khi Luthor gặp Batman trong nhà tù, hắn tiết lộ rằng cái chết của Superman đã làm thế giới trở nên tổn thương hơn bao giờ hết bởi các mối đe dọa, điều mà hắn biết được khi ở trong con tàu của người Krypton. Batman đe dọa Luthor, thề rằng anh sẽ luôn luôn để ý đến hắn. Một đài tưởng niệm Superman được dựng lên ở trung tâm Metropolis, và Clark cũng được cho là đã chết. Bruce, Lois, Martha, và Diana tham dự đám tang riêng của Clark ở Smallville. Martha đưa một phong bì cho Lois, trong đó có chiếc nhẫn đính hôn của Clark. Sau đám tang, Bruce tiết lộ với Diana rằng anh có kế hoạch thành lập một nhóm siêu anh hùng gồm các nhân vật từ tập hồ sơ của Luthor để bảo vệ thế giới khi Superman đã mất, bởi vì giờ đây anh đã lấy lại lý trí của mình khi thấy Superman - một người ngoài hành tinh anh từng căm ghét - biết hi sinh để cứu thế giới đã giúp anh lại có niềm tin vào con người. Một lúc sau, tiếng tim đập yếu ớt vang lên từ dưới mộ của Clark, những vụn đất xung quanh cũng bắt đầu rung chuyển.

## Diễn viên
- Henry Cavill trong vai Clark Kent / Superman / Kal-El
- Ben Affleck trong vai Bruce Wayne / Batman
- Amy Adams trong vai Lois Lane
- Jesse Eisenberg trong vai Lex Luthor
- Gal Gadot trong vai Diana Prince / Wonder Woman
- Jeremy Irons trong vai Alfred Pennyworth
- Kevin Costner trong vai Jonathan Kent
- Diane Lane trong vai Martha Kent
- Laurence Fishburne trong vai Perry White
- Holly Hunter trong vai June Finch
- Michael Cassidy trong vai Jimmy Olsen
- Jeffrey Dean Morgan trong vai Thomas Wayne
- Lauren Cohan trong vai Martha Wayne
- Ezra Miller trong vai Barry Allen / Flash
- Jason Momoa trong vai Arthur Curry / Aquaman
- Ray Fisher trong vai Victor Stone / Cyborg